# Huachi
Huachi är ett härad inom Qingyangs stad på prefekturnivå i provinsen Gansu i nordvästra Kina. Det ligger omkring 380 kilometer öster om provinshuvudstaden Lanzhou. 
Huachi är indelat i sex köpingar och nio socknar.
Köpingar (zhen):

- Chenghao (城壕镇)
- Nanliang (南梁镇)
- Rouyuan (柔远镇)
- Wujiao (五蛟镇)
- Yuancheng (元城镇)
- Yuele (悦乐镇)

Socknar (xiang):

- Baima (白马乡)
- Huai'an (怀安乡)
- Linzhen (林镇乡)
- Qiaochuan (乔川乡)
- Qiaohe (乔河乡)
- Shangliyuan (上里塬乡)
- Shanzhuang (山庄乡)
- Wangzuizi (王咀子乡)
- Zifangpan (紫坊畔乡)